# Jonas Carls
Jonas Carls (* 25. März 1997 in Haan) ist ein deutscher Fußballspieler. Der linke Außenbahnspieler steht beim SV Sandhausen unter Vertrag.

## Karriere
Jonas Carls wurde als Achtjähriger in der Nachwuchsabteilung des Bundesligisten Bayer 04 Leverkusen aufgenommen und bis zur U19 ausgebildet. Dort kam er in der A- und B-Junioren-Bundesliga sowie in der UEFA Youth League zum Einsatz.
Zur Regionalligasaison 2016/17 wechselte Carls zum 1. FC Nürnberg, für dessen Regionalligamannschaft er im Herrenbereich debütierte.
Zur Saison 2017/18 verpflichtete der FC Schalke 04 den Verteidiger, bei dem er in der zweiten Mannschaft in der fünftklassigen Oberliga Westfalen eingesetzt wurde. Dort avancierte er auf Anhieb zum Stammspieler. In der Saison 2018/19, in welcher die Mannschaft um den Regionalliga-Aufstieg spielte, wurde Carls im April 2019 vom Interimscheftrainer Huub Stevens in den Kader der Profimannschaft befördert. Er war einer von sechs Nachwuchsspielern, die im Laufe einer schwachen Saison, in der Schalke um den Klassenverbleib spielte, in das Team rückten. Nach zwei Spieltagen im Kader debütierte er 22-jährig bei der 2:5-Heimniederlage gegen die TSG 1899 Hoffenheim, bei der er in der Startelf stand. Nach Abschluss der Bundesligasaison 2018/19 erhielt der Verteidiger einen bis 2022 gültigen Profivertrag.
Im Januar 2020 wurde Carls nach 12 Hinrundeneinsätzen in der Regionalliga West bis Saisonende an den Drittligisten FC Viktoria Köln verliehen. Bei der Viktoria konnte er sich einen Stammplatz auf der linken defensiven Außenbahn erkämpfen, den er jedoch zum Rückrundenende hin an Fabian Holthaus verlor. Trotz allem wurde er vom Sportmagazin kicker auf der Position „Außenbahn defensiv“ in die Rangliste des deutschen Fußballs aufgenommen. Mit Köln gelang Carls der Klassenerhalt, seine Mannschaft kassierte aber 71 Gegentore und somit die meisten der Liga.
Zur Saison 2020/21 wurde Carls an den portugiesischen Erstligisten Vitória Guimarães weiterverliehen; der Leihkontrakt enthielt eine Kaufoption. Der Spieler stand im ersten Saisonspiel über die volle Spielzeit auf der linken Außenbahn auf dem Feld, was aber sein einziger Einsatz blieb, nachdem Trainer João Henriques zum 4. Spieltag das Team von seinem Vorgänger Tiago übernommen hatte. Henriques setzte fortan auf Carls' Position auf Sílvio oder Gideon Mensah, der Deutsche wurde nach dem Jahreswechsel schließlich sogar in die zweite Mannschaft versetzt.
Nach Ablauf seines Leihvertrags kehrte Carls nicht zum in die 2. Bundesliga abgestiegenen FC Schalke zurück, sondern wechselte zur Saison 2021/22 zum Ligakonkurrenten SC Paderborn 07, bei dem er einen Zweijahresvertrag erhielt.
Im Juni 2023 wechselte er zum SV Waldhof Mannheim.
Im August 2024 schloss er sich dem SV Sandhausen an.

## Erfolge
- Meister der Oberliga Westfalen und Aufstieg in die Regionalliga West: 2019